# White Blue
《White Blue》是LiLiM DARKNESS在2019年6月28日發售的戀愛冒險類型成人遊戲，BLUE系列的第9部作品。

## 故事
清瀬京太由於遭遇車禍而被送到聖獎綜合病院療傷住院，卻也因此意外遇到以前的暗戀對象植草雲雀。然而原本互相喜歡對方的兩人卻因為京太的一時衝動犯錯導致兩人開始有了隔閡，就在此時其他男人也開始企圖接近雲雀。

## 角色

### 主要角色
清瀨京太
本作的男主角。名校大學生。高中時期在圖書館認識同年級的雲雀並且暗戀她，由於為了回應母親的期望而放下戀情專心讀書。
植草雲雀
身高：158cm，三圍：B89（G）/W57/H84，生日：10月13日，血型：A型
聖獎綜合病院的新任護士，負責照料京太。高中時期暗戀京太，由於母親是看護師而決定畢業後就讀看護學校。
伏見安潔莉亞（聲優：飴川紫乃）
身高：160cm，三圍：B90（F）/W60/H88，生日：8月2日，血型：O型
聖獎綜合病院的護士，雲雀的前輩，負責照料京太。英日混血，在日本長大，暱稱是「安」（アン）。由於看到京太努力守護雲雀而開始喜歡上他，雖然知道京太喜歡雲雀但還是願意協助他。

### 其他角色
石神裕也（聲優：天城泰行）
聖獎綜合病院的復健科醫生。暗戀雲雀。
久米憲人（聲優：片栗滑朗）
聖獎綜合病院的外科醫生，京太的主治醫生。雖然是已婚卻與其他女同事有染。
旭泰平（聲優：越雪光）
聖獎綜合病院的理事長。平時會以病患身份利用權勢戲弄女同事。

## 主題曲
片頭曲
作詞：天ヶ咲麗，作曲：伊吹ユキヒロ，主唱：nao
片尾曲1
作詞、作曲：，編曲：、RON，主唱：
片尾曲2「恋凪」
作詞、作曲：，編曲：、Kuz，主唱：

## OVA
OVA版是由PoRO製作的成人動畫。
| 集數 | 標題                          | 發售日         |
| ---- | ----------------------------- | -------------- |
| 1    | White Blue ～白衣の後悔～     | 2020年11月27日 |
| 2    | White Blue ～白衣の往生際～   | 2021年1月29日  |
| 3    | White Blue ～都合のいい白衣～ | 2021年6月25日  |
| 4    | White Blue ～具合のいい白衣～ | 2021年8月27日  |

## 外部連結
- 官方網站 （页面存档备份，存于）（日語）